# Léon Pirsoul
Léon Pirsoul, né en 1873 à Haltinne et mort le 5 mai 1947 à Bruxelles, est un écrivain, poète et dramaturge wallon.

## Biographie
Léon Pirsoul fut membre de huit sociétés wallonnes, dont la Société liégeoise de littérature wallonne, et président du cercle royal « Nameur po tot » à Bruxelles. En 1927, il est reçu membre d'honneur du cercle littéraire dialectal Lès Rèlîs Namurwès.
Connu surtout pour son dictionnaire wallon-français (dialecte de Namur), il a écrit plus de 300 poèmes et chansons en wallon repris dans les deux volumes intitulés Fauves èt Tchansons da payis d’Nameur, des textes évoquant beaucoup ce qui touche à Namur et à la vie de caserne.
En plus d'un recueil de contes et de nouvelles « Po lire à l'chîje au culo do feù » (« Pour raconter au coin du feu »), il a écrit de nombreuses pièces de théâtre à partir de 1894, principalement des comédies (dont des vaudevilles). Dans ses écrits, il incorpore de nombreux éléments du folklore wallon.
Lors de son séjour dans le Congo belge de 1906 à 1922, il emporte deux partitions de l'hymne namurois Li Bia Bouquet, la musique est jouée dans les rues de Boma un soir de mars 1907 et à plusieurs reprises l’hiver suivant.
Fin avril, début mai 1908, à bord du Léopoldville en route vers la Belgique, Léon Pirsoul offre une seconde partition du Bia Bouquet à l'officier J. Brooks en route vers l'Exposition coloniale de Londres (en) et le morceau est joué chaque matin sur le pont du paquebot.

## Œuvres
- Dictionnaire wallon-français (dialecte namurois) contenant plus de 10 000 mots exclusivement wallons avec applications et biographie de tous les écrivains wallons, tome 1er : (A à L), Malines : L. et A. Godenne, 1902
- Avec Émile Boisacq, Dictionnaire wallon-français ; dialecte de Namur, Imprimerie commerciale et industrielle, 1934
- Avec Paul Coppe, Dictionnaire bio-bibliographique des littérateurs d'expression wallonne, Imprimerie J. Duculot, 1951
- Avec Toussaint Bury ; Jean Bury ; Émile Jeanne ; Donné Bury, Caveau wallon. Po chanter, dire et fer rire. Chansons, chansonnettes, duos, monologues, romances, etc., po feummes et po hommes, imprimerie de La Meuse, 1894
- Les deux galants rostis. Bouffonnerie è 1 ake, Musique de Jacques Offenbach, "Aux 10,000 chansons", 1899
- L'Efant trové. Pice morale è 4 akes, en vers, L. Berce-Hettich, 1902
- Avec Jean Bury, Les Deus Nèveus. Comèdie è 1 ake, L. Berce-Hettich, 1902
- Faust ou Henri èt Gaguite. Opèra-mokrie è 3 akes èt 6 tauvias, parodie du Faust de Jules Barbier, musique de Charles Gounod, L. Berce, 1903
- Fauves et tchansons do pays d'Nameur Deuzinme live. Brusèle, janvier 1893 à julète 1927, Bruxelles, 1927